# Cattedrale di San Feliciano
Il duomo di Foligno, ufficialmente cattedrale di San Feliciano, è il principale luogo di culto cattolico di Foligno, sede vescovile della diocesi omonima. Simbolo della città, e situata in piazza della Repubblica, è dedicata a Feliciano di Foligno. È monumento nazionale italiano.
Rimasta inagibile a causa dei danni provocati dal terremoto dell'Italia centrale del 2016, è stata riaperta al culto, a seguito di restauri, nel gennaio 2025.

## Storia

### Prima chiesa

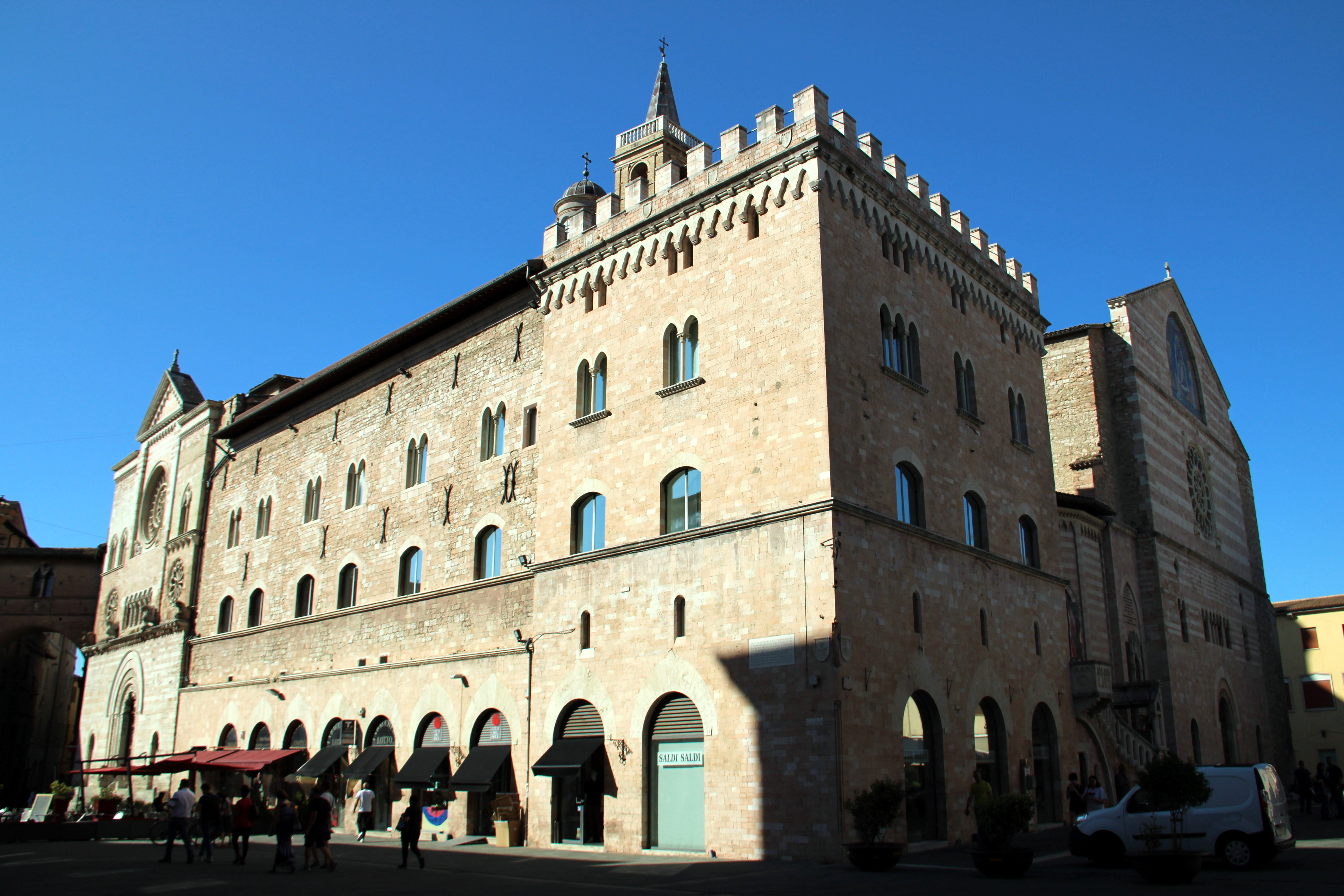
Complesso della cattedrale con il Palazzo delle Canoniche.

La cattedrale, dedicata a san Feliciano di Foligno, fu eretta sul sito di un edificio sacro del IX-X secolo, dove fu sepolto il santo.
Nel 1133 fu rinnovata la prima volta, come testimonia un'iscrizione su una fascia del portale maggiore. Nel 1201 fu aggiunto il transetto sinistro e presentava tre navate con presbiterio sopraelevato. 
Il coro ed abside vennero riedificati tra il 1457 ed il 1465, in una prima fase da Bartolomeo di Matteolo di Torgiano e da Ludovico di Antonibo e dal fratello Luca. A questi subentrano nel settimo decennio maestri comaschi quali Baldassarre di Giorgio, Giovanni di Giovanni e Agostino di Cristoforo.

### Edificazione della cattedrale
Una radicale trasformazione fu diretta da Cola da Caprarola che demolì le navate laterali e diede all'edificio la forma attuale a croce latina, a navata unica con volte a crociera e una cupola all'incrocio dei bracci, disegnata da Giuliano di Baccio d'Agnolo e costruita tra il 1543 ed il 1548.

### Rimaneggiamenti
Una nuova trasformazione radicale si ebbe dal 1772 al 1819 quando l'interno venne rifatto in stile neoclassico su progetto di Giuseppe Piermarini, che variò un programma originale di Luigi Vanvitelli.
Nel 1904 Vincenzo Benvenuti diresse il restauro delle due facciate esterne, ripristinando le forme romaniche iniziali.

### Epoca recente
Restaurata a seguito del terremoto con epicentro tra Umbria e Marche del 1997, è stata dichiarata inagibile dopo il terremoto dell'Italia centrale del 2016 e riaperta il 19 gennaio 2025.
Durante il periodo di chiusura, la funzione di procattedrale è stata svolta dalla chiesa di Sant'Agostino.

## Descrizione

### Esterno

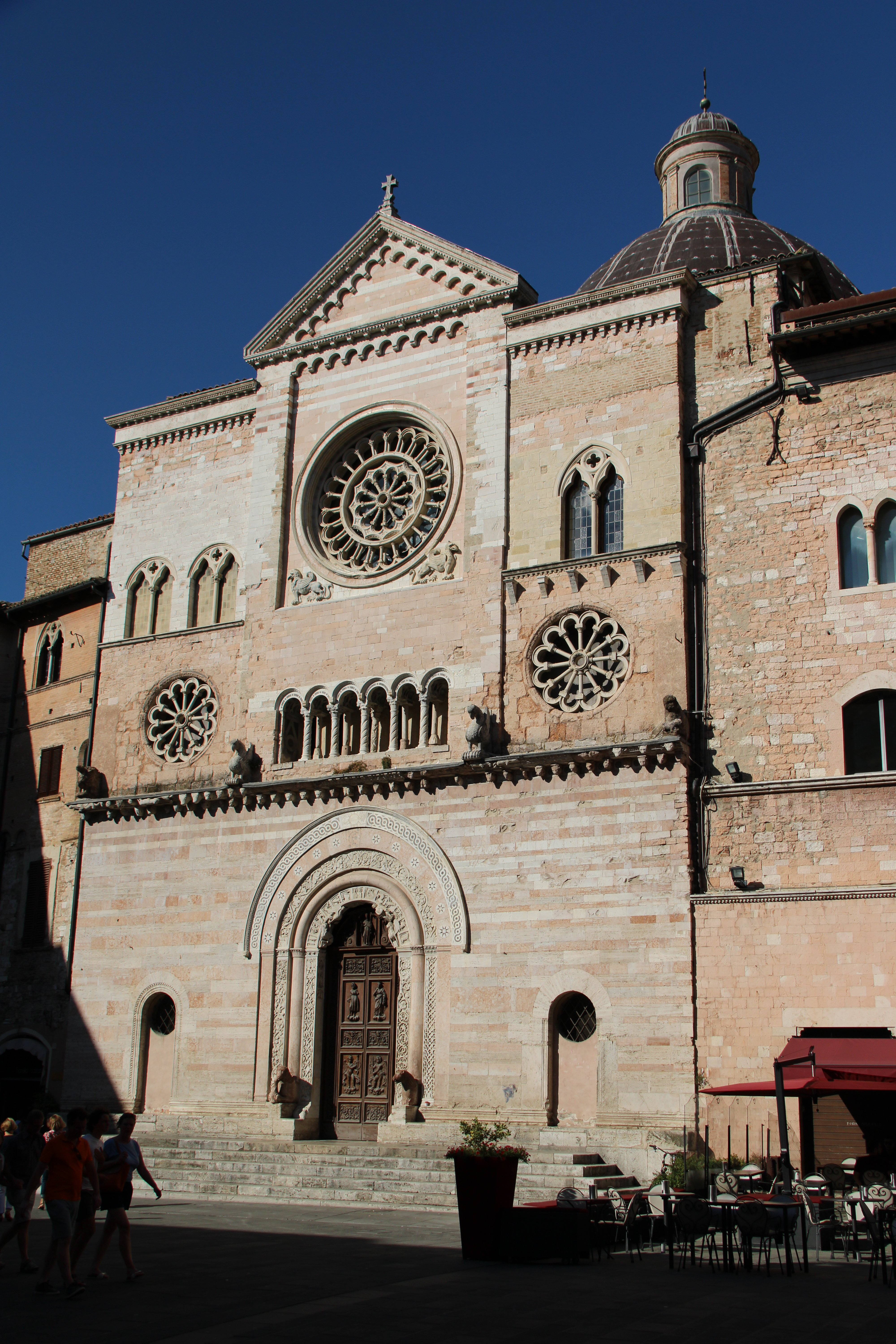
La facciata laterale su piazza della Repubblica.

La facciata principale, precedentemente incompiuta, si presenta dopo i restauri novecenteschi con una semplice conformazione a capanna. Al disopra del portale si trova una loggetta cieca in cui si aprono varie monofore sorrette da colonnine; è affiancata da due bifore. Più in alto si trova il rosone romanico tra i simboli degli evangelisti, sovrastato dal mosaico Cristo in trono tra i santi Feliciano e Messalina (Carlo Botti, 1904), in cui si trova anche l'immagine di papa Leone XIII, committente dell'opera. A sinistra un lapidario ricorda i caduti delle ultime guerre.
Su piazza della Repubblica prospetta la facciata laterale, che dà sul transetto sinistro il quale si viene a configurare così come se fosse una chiesa a sé stante. La fascia inferiore, fino al cornicione, presenta un paramento a filari in pietra bianca e rosa, su cui si aprivano tre porte che nel medioevo corrispondevano ad altrettante navate.
Il portale centrale, opera dei maestri Rodolfo e Binello, mostra un disco solare nella lunetta, in cui si trova l'iscrizione con la data 1201, anno del completamento della facciata; nella facciata interna degli stipiti si trovano poi i rilievi con l'Imperatore Ottone IV di Brunswick e papa Innocenzo III, mentre il giro interno dell'arco è decorato dai Simboli degli evangelisti e i Segni dello zodiaco; nel giro esterno una fascia di mosaici cosmateschi. Il portale ligneo intagliato è del 1620.
La parte superiore fu più volte rimaneggiata. La loggetta con colonne a torciglione e capitelli di recupero risale al XIII secolo, così come le ghiere dei due rosoni laterali, decorati a intarsi lapidei. Nella composizione architettonica, ai lati della loggetta, sono state inserite nel XIII secolo le figure dei due Grifoni umiliati, in ricordo della vittoria di Foligno su Perugia in una delle battaglie fra le due città antagoniste (il grifone è infatti simbolo di Perugia). Le tre bifore sono relative invece ai lavori di soprelevazione del Quattrocento delle navate laterali, mentre il secolo successivo fu realizzata la decorazione pittorica nella loggetta e la parte finale del paramento, con l'eccezione del rosone, del timpano e dei cornicioni che risalgono al 1903-1904, su progetto di Vincenzo Benvenuti.

### Interno

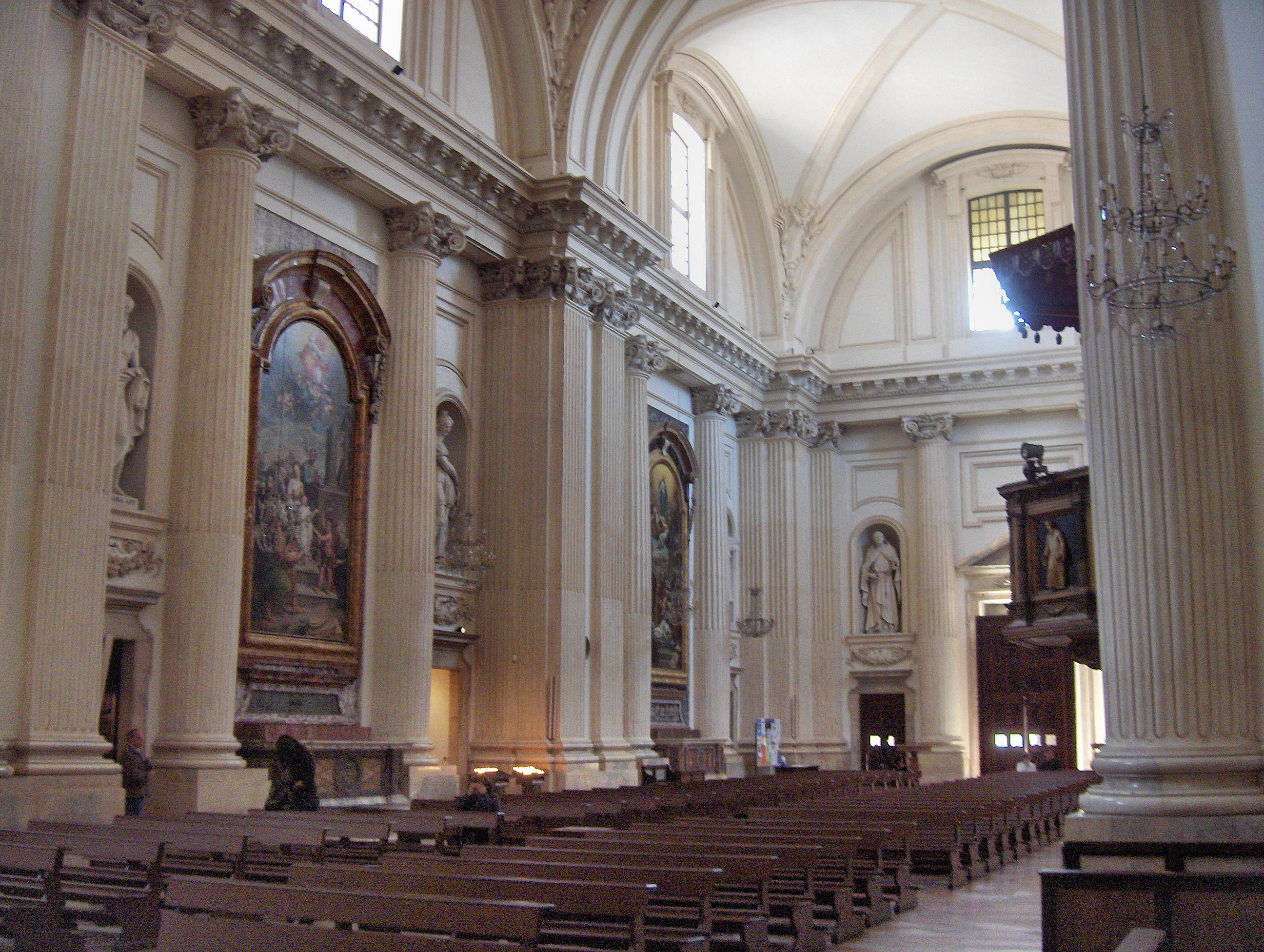
L'interno di gusto neoclassico

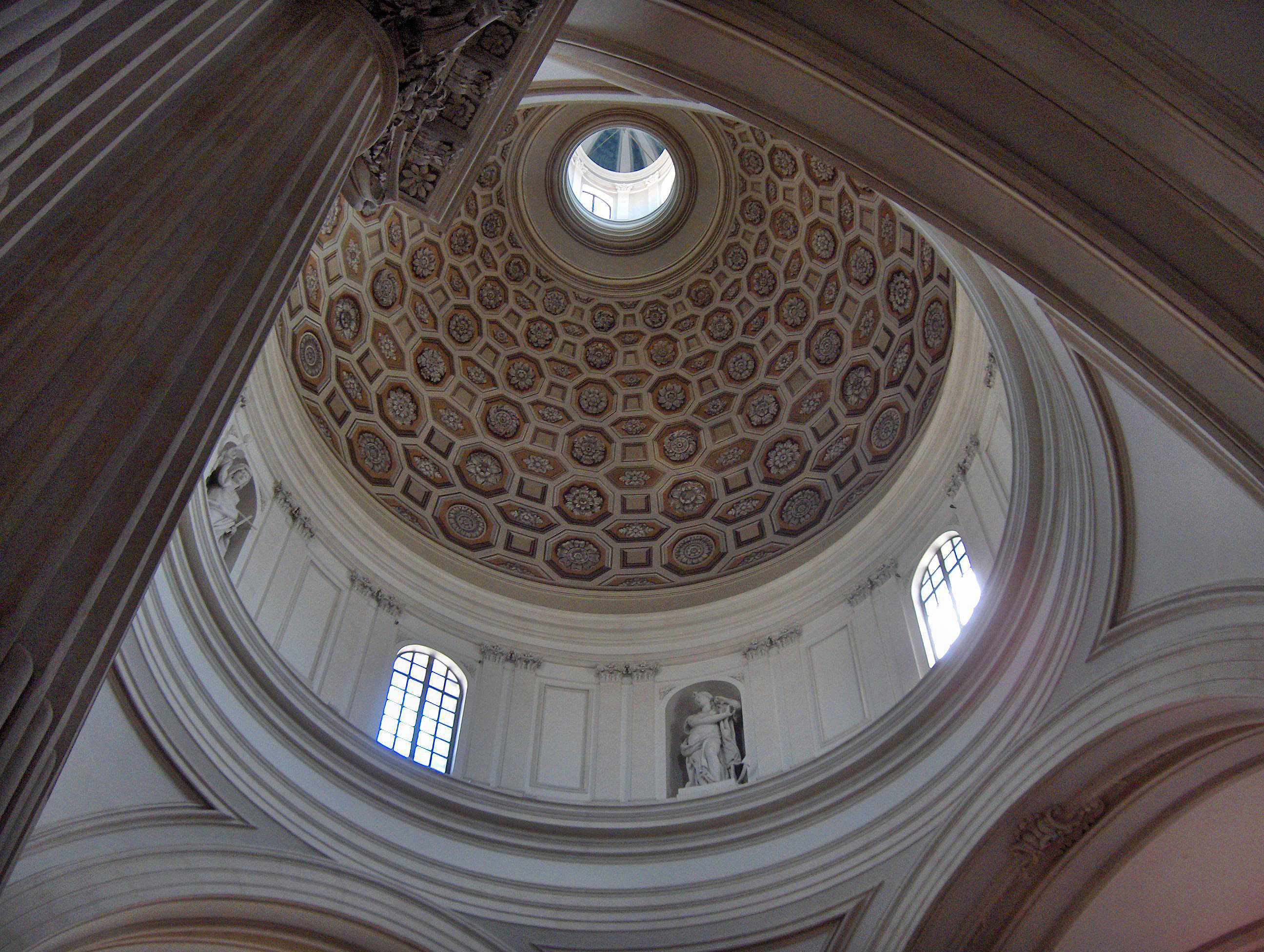
La cupola.

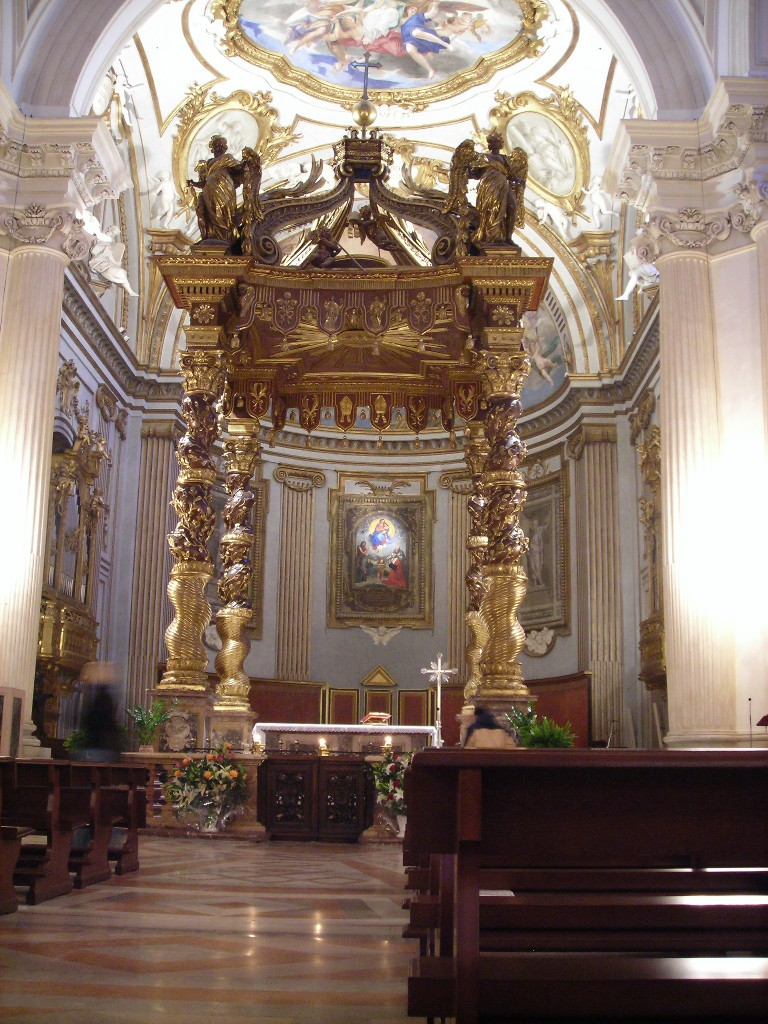
L'abside ed il baldacchino in stile barocco

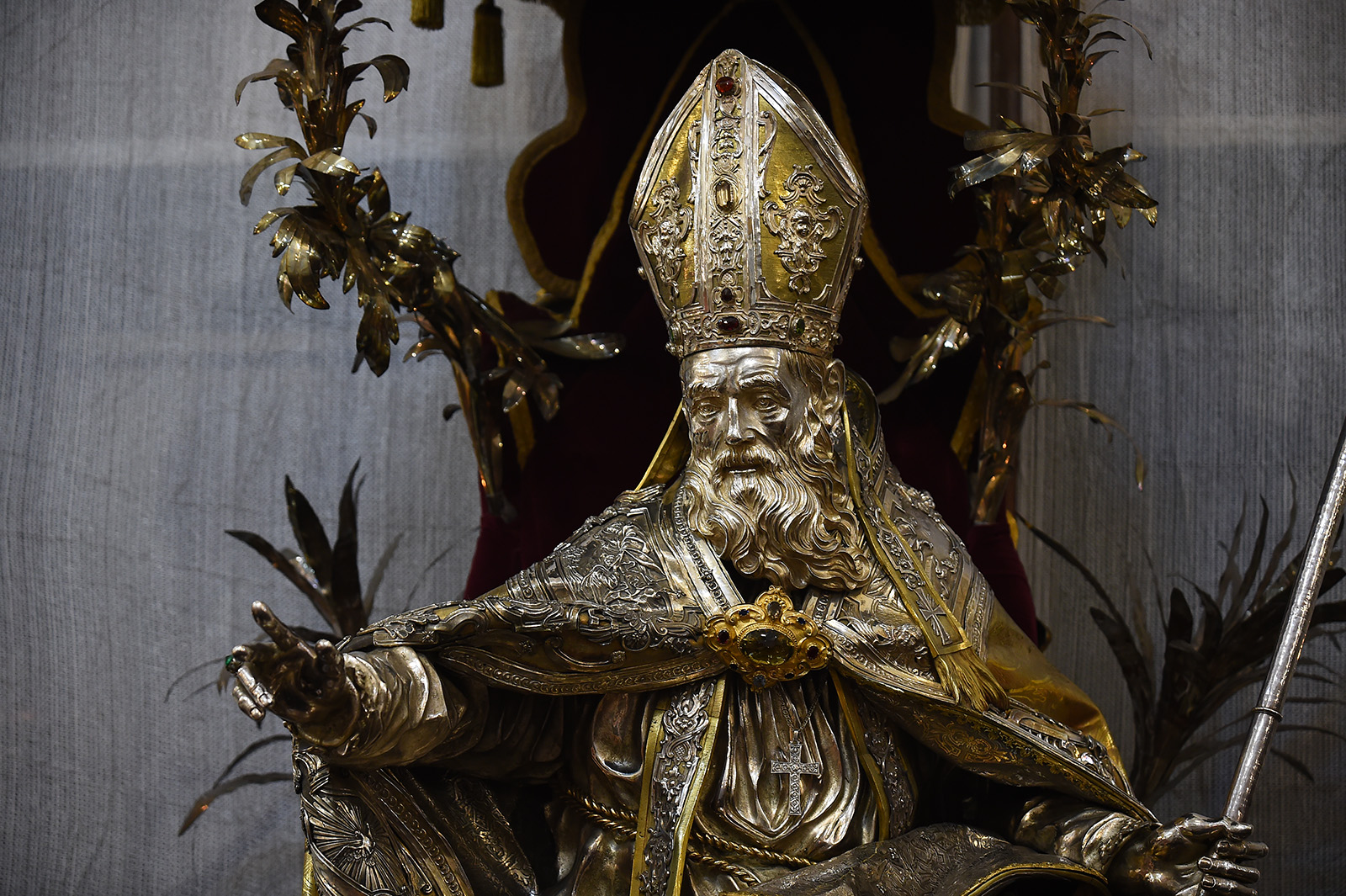
La statua in argento di san Feliciano di Foligno opera di Giovanni Battista Maini

All'interno la cattedrale si presenta dunque a croce latina con navata unica suddivisa in due campate coperte da volta a crociera da un possente arco a tutto sesto sorretto da due semipilastri, accoglie due altari per lato:
- Altare della Madonna (primo a destra), con la pala della Morte della martire folignate Messalina, di Enrico Bartolomei (1850);
- Altare della Sacra Famiglia, (secondo a destra), con la pala Sacra Famiglia con il Battista e Dio Padre, di Giovanni Andrea Lazzarini (1779);
- Altare di San Feliciano (secondo a sinistra), con la pala San Feliciano libera Foligno dalle piaghe di Gaetano Gandolfi;
- Altare del Battesimo di Cristo (primo a sinistra), con la pala Gesù battezzato da san Giovanni Battista.

All'altare alla testata del transetto destro si trova un gruppo ligneo quattrocentesco con il Crocifisso, i due Dolenti e la Maddalena, mentre all'altare destro è un San Francesco orante di Francesco Pizzoni (1826 circa); fra la prima e la seconda campata del transetto si trova una cappella nella quale è collocata la statua argentea di San Feliciano vescovo in trono, di solito non esposta, opera di Giovanni Battista Maini (1732-1733) su un piedistallo più antico di Johann Adolf Gaap (1700); nel 1982 fu scempiata da un furto e in seguito ricomposta con copie dei pezzi trafugati.
Dalla crociera, coperta da una cupola cassettonata con lanterna, si accede all'abside, che è costituita da un corpo quadrangolare coperto da volta vela e da uno semicircolare, entrambi decorati dagli affreschi e dagli stucchi di Francesco Mancini: nella volta Apoteosi di san Feliciano (1723) e nel catino il Trionfo della religione (1722). Sul fondo dell'abside è presente un'antica copia della Madonna di Foligno di Raffaello Sanzio.
Il presbiterio, che occupa l'intera area absidale, è preceduto dalla confessione, dalla quale si accede alla cripta originaria, risalente alla prima metà dell'XI secolo: ha forma originariamente rettangolare con interventi cinque-secenteschi e pitture dell'inizio del XX secolo; le colonne, con i rozzi capitelli zoomorfi, sono per lo più di recupero; il locale che la precede mostra vari reliquiari dietro una cancellata del XVII secolo.
Subito dietro alla confessione si trova il ciborio in legno dorato di Andrea Calcioni (1698), copia in scala con qualche variante del più famoso Baldacchino di San Pietro nella basilica vaticana. L'unica differenza fra i due cibori, a parte la scala, i materiali e i colori, è la sostituzione delle tiare pontificie con le mitria vescovile. Al di sotto del catino absidale si trova il coro ligneo, al centro del quale si vede la grande cattedra, situata sopra sette gradini, in sostituzione dei cinque usuali.
Nel braccio sinistro si trova invece l'accesso alla cinquecentesca cappella Jacobilli, affrescata da Vespasiano Strada con due Storie di san Feliciano. La pala che era sopra l'ingresso, il Miracolo di san Martino di Baldassare Croce e quella di Cristoforo Roncalli con la Madonna in gloria e santi che era all'altare, si trovano oggi nell'adiacente Museo capitolare diocesano.
Nel Museo capitolare diocesano di Foligno, allestito all'interno del Palazzo delle Canoniche, si trovano alcune opere medioevali e barocche, fra cui il Crocifisso con Gesù, Maria e Giovanni, opera di Nicolò di Liberatore, detto l'Alunno, e alcuni affreschi. I busti di Bartolomeo e di Diana Roscioli sono attribuiti a Gian Lorenzo Bernini.